# Govern de Tasmània

Escut del Govern de Tasmània amb dos Llop marsupials

El Govern de Tasmània, en anglès: Government of Tasmania té un a forma determinada per la Constitució, des de 1856, malgrat que hagi tingut moltes esmenes des d'aleshores. Des de 1901 Tasmània ha estat un estat de la Commonwealth d'Austràlia, i la Constitució Australiana regulat les relacions amb la Commonwealth.
Sota la Constitució australiana, Tasmània cedeix certs poders legislatius i judicials a la Commonwealth, però reté independència completa en totes les altres àrees. En la pràctica, tanmateix, la independència dels estats australians ha estat molt erosionada per la dominació financera incrementada de la Commonwealth.

## Poders Executiu i Judicial
Tasmània es governa segons els principis del Sistema de Westminster (Westminster System) una forma de govern parlamentari basada en el model del Regne Unit. El poder Legislatiu resta en el Parlament de Tasmània (Parliament of Tasmania), el qual consta de la Corona, representada pel Governador de Tasmània, i les dues Cases (``Houses), el Consell Legislatiu de Tasmània (Tasmanian Legislative Council) i la d'Assemblea de Tasmània (Tasmanian House of Assembly).
El poder Executiu resta formalment dins el Consell Executiu, l qual consta del Governador i els ministres seniors. En la pràctica el poder executiu l'exerceix el Premier de Tasmània (Premier of Tasmania) i el Gabinet (Cabinet), que són nomenats pel Governador, però que mantenen el seu exercici en virtut de la seva capacitat de tenir el supor de la majoria dels membres de la House of Assembly. El poder Judicial l'exerceix el Tribunal Suprem de Tasmània (Supreme Court of Tasmania)i un sistema de tribunals subordinats, però l'Alt Tribunal d'Austràlia (High Court of Australia) i altres triunals federals tenen jurisdicció en matèries que cauen sota l'àmbit de la Constitució australiana.

### Ministeris actuals
Els ministeris actuals de Tasmània comprenen:
| Cartera | Ministre             |
| --- | -------------------- |
| Premier Minister for Tourism, Hospitality and Events Minister for Sport and Recreation Minister for Aboriginal Affairs              | Will Hodgman, MP     |
| Deputy Premier Minister for Education and Training Minister for Primary Industries and Water Minister for Racing                    | Jeremy Rockliff, MP  |
| Minister for Health Minister for Information Technology and Innovation Leader of Government Business, House of Assembly             | Michael Ferguson, MP |
| Attorney-General Minister for Justice Minister for Corrections Minister for the Arts Leader for the Government, Legislative Council | Vanessa Goodwin, MLC |
| Minister for State Growth Minister for Energy Minister for Environment, Parks and Heritage                                          | Matthew Groom, MP    |
| Treasurer Minister for Planning and Local Government                                                                                | Peter Gutwein, MP    |
| Minister for Resources | Paul Harriss, MP     |
| Minister for Police and Emergency Management Minister for Infrastructure                                                            | Rene Hidding, MP     |

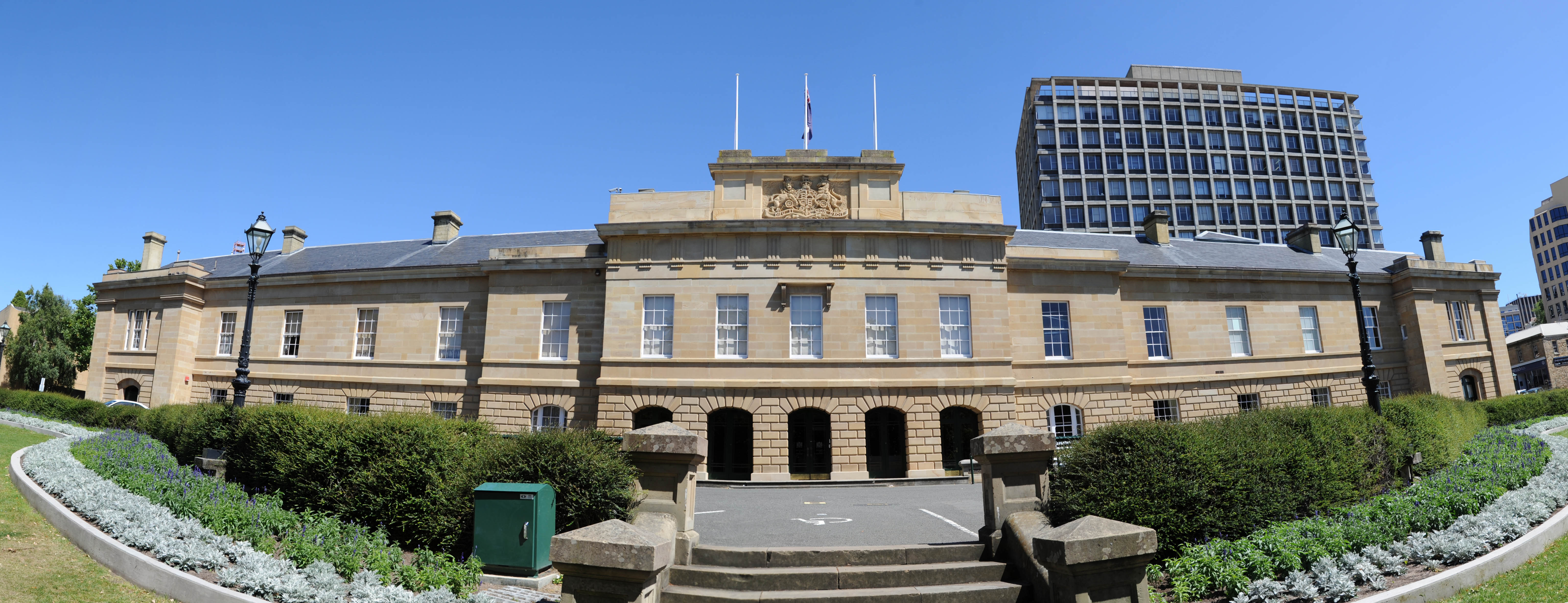
Vista panoràmica del Parliament House.

| Minister for Human Services Minister for Women                                                                                      | Jacquie Petrusma, MP |